# Свойство удвоения
Свойство удвоения — условие, накладываемое на меры, определённые на метрических пространствах, а также на сами метрические пространства.

## Определения

### Меры
Напомним, что в произвольном метрическом пространстве {\displaystyle B(x,r)} обозначает шар с центром {\displaystyle x} и радиусом {\displaystyle r}.
Ненулевая мера {\displaystyle \mu } на метрическом пространстве удовлетворяет свойству удвоения, если существует постоянная {\displaystyle C} такая, что
{\displaystyle 0<\mu [B(x,2\cdot r)]\leq C\cdot \mu [B(x,r)]<\infty }
для всех {\displaystyle x} и {\displaystyle r>0}.

### Метрические пространства
Метрическое пространство {\displaystyle X} удовлетворяет свойству удвоения, если существует постоянная {\displaystyle M}, такая, что любой шар радиуса {\displaystyle r} в {\displaystyle X} можно покрыть {\displaystyle M} шарами радиуса {\displaystyle r/2}.

### Замечания
Иногда рассматривается более слабый вариант свойства удвоение при котором требуется, что радиус {\displaystyle r} не превышает некоторой положительной константы {\displaystyle r_{0}}.

## Свойства
- Любое метрическое пространство с мерой, удовлетворяющей свойству удвоения, само удовлетворяет свойству удвоения.
  - И наоборот, на любом полном метрическом пространстве со свойством удвоения существует мера со свойством удвоения.[2]

- (Теорема Ассуада) Пусть метрическое пространство {\displaystyle (X,d)} удовлетворяет свойству удвоения, тогда для любого {\displaystyle 0<\alpha <1}, пространство {\displaystyle (X,d^{\alpha })} допускает билипшицево вложение в евклидово пространство достаточно высокой размерности.[3]

- Для метрических пространств со свойством удвоения выполняется слабый вариант теоремы Киршбрауна. А именно, если {\displaystyle X} — метрическое пространство со свойством удвоения и {\displaystyle A\subset X} и {\displaystyle V} — банахово пространство, то любое {\displaystyle L}-Липшицево отображение {\displaystyle A\to V} продолжается до  {\displaystyle C\cdot L}-Липшицева отображения {\displaystyle X\to V}, где константа {\displaystyle C} зависит только от параметра в свойстве удвоения.[4]

- Лемма Витали о покрытиях применима на произвольных метрических пространствах для мер {\displaystyle \mu } обладающих свойством удвоения.

- Если {\displaystyle X} — пространство со свойством удвоения, то существует функция {\displaystyle M:(0,1)\to \mathbb {N} }, такая, что любой шар радиуса {\displaystyle r} в {\displaystyle X} можно покрыть {\displaystyle M(\varepsilon )} шарами радиуса {\displaystyle \varepsilon \cdot r}. 
  - Более того, можно предположить, что 
{\displaystyle M(\varepsilon )\leqslant {\frac {c}{\varepsilon ^{d}}}}

для некоторых констант {\displaystyle c} и {\displaystyle d}. При этом точная нижняя грань {\displaystyle d} называется размерностью Ассуада пространства {\displaystyle X}.

## Примеры
- Мера Лебега в евклидовом пространстве удовлетворяет свойству удвоения. Постоянная равна {\displaystyle {\tfrac {1}{2^{m}}}}, где {\displaystyle m} обозначает размерность.
- Eвклидова плоскость удовлетворяет свойство удвоения с константой {\displaystyle M=7}.
- Размерность евклидова пространства совпадает с его размерностью Ассуада.